# Hu Jun
Hu Jun (cinese tradizionale: 胡軍; cinese semplificato: 胡军; pinyin: Hú Jūn; jyutping: Wu4 Gwan1; Pechino, 18 marzo 1968) è un attore cinese di etnia Manciù.
Famoso per aver interpretato ruoli drammatici sia al cinema che in televisione, nel 1997 ha vinto il premio come "Miglior Attore" al Taormina Film Fest per il film Palazzo dell'est, palazzo dell'ovest.

## Filmografia

### Cinema
| Anno | Titolo                                        | Ruolo          |
| ---- | --------------------------------------------- | -------------- |
| 1990 | Liehuo Enyuan 烈火恩怨                        | Cai Xiuming    |
| 1990 | Elang Yu Tianshi 惡狼與天使                   | Zhu Ge         |
| 1991 | Heixue (Black Snow) 黑雪                      | Lu Liang       |
| 1992 | Black Fire 黑火                               | Zhang Wu       |
| 1993 | Kuangxin Mieqing 狂心滅情                     | Dawei          |
| 1994 | Nuhai Hongyan 怒海紅顏                        | Long Er        |
| 1995 | Geshou 歌手                                   |                |
| 1996 | Palazzo dell'Est, palazzo dell'Ovest 東宮西宮 | Shi Xiaojun    |
| 1996 | Ranshao De Yuwang 燃燒的慾望                  | Xu Wenzheng    |
| 1997 | Hongniang 紅娘                                | Du Que         |
| 1998 | Chongtian Feibao 沖天飛豹                     | Ling Zhiyuan   |
| 2001 | Pingyuan Qiangsheng 平原槍聲                  | Ma Ying        |
| 2001 | Lan Yu 藍宇                                   | Chen Handong   |
| 2002 | Golden Chicken 金雞                           | Ip Chi Kon     |
| 2003 | Infernal Affairs 2 無間道II                   | SP Luk         |
| 2005 | Everlasting Regret 長恨歌                     | Li Zhongde     |
| 2006 | Curiosity Kills the Cat 好奇害死貓            | Zheng Zhong    |
| 2006 | Getting Home 落葉歸根                         | Camionista     |
| 2007 | Fish's Tear 魚不在水里                        | Cheng Yu       |
| 2007 | Assembly 集結號                               | Liu Zeshui     |
| 2007 | The One Man Olympics 一個人的奧林匹克         | Zhang Xueliang |
| 2008 | The Robbers 我的唐朝兄弟                      | Xue Shisan     |
| 2008 | Kung Fu Cyborg 機器俠                         | Xu Dachun      |
| 2008 | La battaglia dei tre regni 赤壁               | Zhao Yun       |
| 2009 | The Founding of a Republic 建國大業           | Gu Zhutong     |
| 2009 | Mulan 花木蘭                                  | Mendu          |
| 2009 | Bodyguards and Assassins 十月圍城             | Yan Xiaoguo    |
| 2009 | Energy Behind the Heart 用心跳                |                |
| 2009 | Let the Bullets Fly 讓子彈飛                  |                |
| 2013 | As the Light Goes Out 救火英雄                |                |

- Shadow (影S), regia di Zhang Yimou (2018)

### Televisione
| Anno | Titolo                                                                               | Ruolo            |
| ---- | ------------------------------------------------------------------------------------ | ---------------- |
| 1994 | Feijia Younü 費家有女                                                                | Gao Jianshe      |
| 1995 | Kingdoms of the Spring and Autumn Period of the Eastern Zhou Dynasty 東周列國 春秋篇 | Hua Yuan         |
| 1995 | Zhongguo Mote 中國模特                                                               |                  |
| 1996 | Bianhu Lüshi 辯護律師                                                                |                  |
| 1996 | Beijing Shenqiu De Gushi 北京深秋的故事                                              | Xu Wenzheng      |
| 1997 | Weiqing Shike 危情時刻                                                               | Qin Chuan        |
| 1997 | Liren Gongyu 麗人公寓                                                                |                  |
| 1997 | Shanghai Qingchao 商海情潮                                                           |                  |
| 1997 | Zhaobuzhao Bei 找不著北                                                              |                  |
| 1997 | Huode Xiaosa 活得瀟洒                                                                |                  |
| 1997 | Rensheng Bense 人生本色                                                              |                  |
| 1998 | Qianyue Jijie 簽約季節                                                               |                  |
| 1998 | Laohu, Bangzi, Ji 老虎、棒子、雞                                                     |                  |
| 1998 | The Railway Station 候車大廳                                                         | Maomao           |
| 1999 | Canghai Qingchou 滄海情仇                                                            | Liu Tianlong     |
| 1999 | Woxin Huan Nixin 我心換你心                                                          | Li Yuetian       |
| 1999 | Jingtao 驚濤                                                                         | Li Guilin        |
| 2000 | Guan Bei 關杯                                                                        |                  |
| 2001 | Yiwu Fangu 義無反顧                                                                  | Cheng Hao        |
| 2001 | Tianwang Nieqing 天網孽情                                                            | Li Yidong        |
| 2002 | Undercover 臥底                                                                      | Wu Jianwei       |
| 2002 | Chinese Soccer 中國足球                                                              | Yu Yi            |
| 2002 | Rexue Chixin 熱血癡心                                                                | Gao Han          |
| 2003 | Demi-Gods and Semi-Devils 天龍八部                                                   | Qiao Feng        |
| 2003 | Painting Soul 畫魂                                                                   | Pan Zanhua       |
| 2003 | Ballad of Kangding 康定情歌                                                          | Luo Sang         |
| 2003 | The Story of Han Dynasty 楚漢風雲                                                    | Xiang Yu         |
| 2004 | The River Flows Eastwards 一江春水向東流                                             | Zhang Zhongliang |
| 2004 | Founding Emperor of Ming Dynasty 朱元璋                                              | Zhu Yuanzhang    |
| 2005 | Suiyue 歲月                                                                          | Liang Zhiyuan    |
| 2005 | The Great Revival 臥薪嘗膽                                                           | Re Fuchai di Wu  |
| 2007 | Xi'an Incident 西安事變                                                              | Zhang Xueliang   |
| 2009 | Golden Anniversary II 金婚 風雨情                                                    | Geng Zhi         |
| 2012 | Legend of Yuan Empire Founder 建元風雲                                               | Kublai Khan      |

## Teatri
| Anno | Titolo                                                | Ruolo       | Nota                |
| ---- | ----------------------------------------------------- | ----------- | ------------------- |
| 2018 | La tragedia di Amleto, principe di Danimarca 哈姆雷特 | Amleto      | diretto di Li Liuyi |
| 2025 | Thunderstorm 雷雨                                     | Zhou Puyuan | diretto di Li Liuyi |